# Maurice Nussbaumer

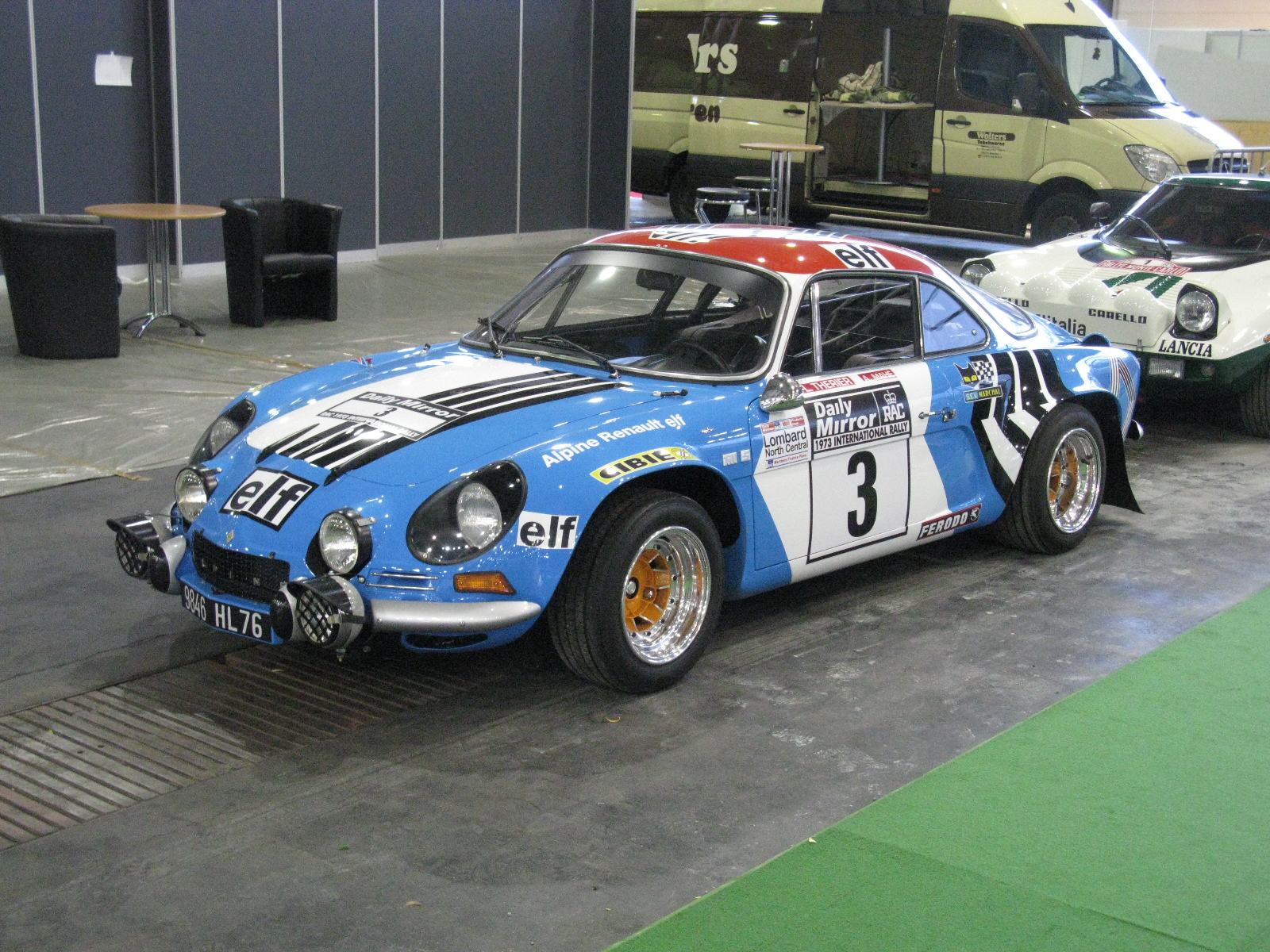
Der von Maurice Nussbaumer gefahrene Alpine A110

Maurice Léon Nussbaumer, auch Maurice Nusbaumer, (* 25. Januar 1935 in Blangy-sur-Bresle; † 17. Mai 1981 in Bouvron) war ein französischer Rallye- und Rundstreckenrennfahrer.

## Karriere
Maurice Nussbaumer war einer der ersten französischen Rennfahrer, der die kleine aber wendige Alpine A110, die Jean Rédélé in seiner Fabrik in Dieppe herstellte, auch bei Rundstreckenrennen einsetzte. Ende der 1960er-Jahre bestritt er mit diesem Wagen die französische Tourenwagen-Meisterschaft. 1968 ging er mit der A110 für die Ecurie Léopard auch beim 24-Stunden-Rennen von Le Mans an den Start. Gemeinsam mit Joseph Bourdon und Michel Pouteaux wechselte er sich am Steuer ab. Die 215 gefahrenen Runden reichten aber nicht aus, um gewertet zu werden. 1971 war er erneut in Le Mans gemeldet, scheiterte mit der Alpine jedoch diesmal in der Qualifikation. 
1975 wurde er – immer noch mit einer Alpine A110 unterwegs – Vierter in der Gesamtwertung der Tour de France für Automobile. Am 16. Mai 1981 geriet sein Renault Alpine A310 bei der Rallye de la Baule in Brand; Nussbaumer erlag am folgenden Tag seinen Verletzungen.

## Statistik

### Le-Mans-Ergebnisse
| Jahr | Team           | Fahrzeug    | Teamkollege    | Teamkollege     | Platzierung     | Ausfallgrund |
| ---- | -------------- | ----------- | -------------- | --------------- | --------------- | ------------ |
| 1968 | Ecurie Léopard | Alpine A110 | Joseph Bourdon | Michel Pouteaux | nicht klassiert |              |

### Einzelergebnisse in der Sportwagen-Weltmeisterschaft
| Saison | Team           | Rennwagen   | 1   | 2   | 3   | 4   | 5   | 6   | 7   | 8   | 9   | 10  |
| ------ | -------------- | ----------- | --- | --- | --- | --- | --- | --- | --- | --- | --- | --- |
| 1968   | Ecurie Léopard | Alpine A110 | DAY | SEB | BRH | MON | TAR | NÜR | SPA | WAT | ZEL | LEM |
| 1968   | Ecurie Léopard | Alpine A110 |     |     |     |     |     |     | DNF |     |     |     |